# Quercus calophylla
Quercus calophylla — вид дубів із Мексики та Гватемали.

## Морфологічна характеристика
Дерево 8–15(25) метрів; стовбур у діаметрі 20–60 см; крона 4–11 метрів у діаметрі. Кора сіра, борозниста з товстими пластинами. Листки 7–20 × 4–12 см, товсті, від зворотно-яйцюватих до довгасто-зворотно-яйцюватих; край плоский, верхівково зубчастий, іноді цільний; блискуче темно-зелені, злегка шорсткі, майже голі зверху (іноді з зірчастими волосками біля основи та вздовж середньої жилки); знизу білувато вовнисті (із сидячих, зірчастих, 0.5 мм, притиснутих волосків і простих залозистих); ніжка листка 10–20 мм завдовжки, волосиста. Тичинкові сережки довжиною 5–6 см, ворсинчасті, 20-квіткові; маточкові 2–5 квіткових, 1.5–3 см завдовжки. Жолудь від субкулястого до яйцюватого, 15–20 × 15 мм, світло-коричневий, стає голим; поодинокі чи по 2–3; чашечка 15–20 мм у діаметрі, охоплює від 1/2 до 3/4 горіха; дозрівання через 1 чи 2 роки.

## Поширення
Зростає в Мексиці й Гватемалі. Населяє вологі гірські ліси на висотах 1200–2700 метрів